# Hélène Plemiannikov
Hélène Christiane Plemiannikov (* 4. Januar 1929 in Paris; † 11. Januar 2022 ebenda) war eine französische Filmeditorin, die ihre Bedeutung vor allem durch ihren Filmschnitt von mehreren Spätwerken des Regisseurs Luis Buñuel erlangte.

## Leben und Wirken
Hélène Plemiannikov, Tochter eines im Jahr nach ihrer Geburt gestorbenen französischen Diplomaten, wuchs mit ihrem Bruder, dem späteren Filmregisseur Roger Vadim, an mehreren Orten in Frankreich auf. Über ihren Bruder kam sie im Laufe der ausgehenden 1950er Jahre zum Film und wurde nach ihrer Ausbildung zur Monteuse mit Beginn der 1960er Jahre als Filmeditorin eingesetzt. Nach mehreren Kurzfilmen schnitt sie 1964 den deutschen Weihnachts-Fernsehmehrteiler Robinson Crusoe.
Ab 1967 arbeitete Plemiannikov überwiegend an abendfüllenden Kinospielfilmen, so auch einigen Actionfilmen mit Alain Delon. Dadurch wurde Luis Buñuel auf sie aufmerksam. In den Jahren 1972 bis 1977 schnitt sie die letzten drei Inszenierungen des spanischen Surrealisten: Der diskrete Charme der Bourgeoisie (1972), Das Gespenst der Freiheit (1974) und Dieses obskure Objekt der Begierde (1977).
Hélène Plemiannikov arbeitete auch an erotischen Liebesromanzen mit viel nackter Haut bzw. Sexfilmen. So schnitt sie beispielsweise Haben Sie Interesse an der Sache?, Nea – Ein Mädchen entdeckt die Liebe, Das Strandhotel, Die Sekte, Die Superhexe der Liebesinsel, Ein pikantes Geschenk und Emmanuelle 4.

## Filmografie
- 1964: Robinson Crusoe (Fernseh-Miniserie)
- 1966: Zwei Girls vom Roten Stern (Duell à la Vodka)
- 1967: Verleumdung (Les risques du métier)
- 1968: Außergewöhnliche Geschichten (Histoires extraordinaires)
- 1968: Bei Bullen „singen“ Freunde nicht (Adieu l’ami)
- 1968: Jagd auf Jeff (Jeff)
- 1969: Une veuve en or
- 1970: Die Hölle am Ende der Welt (Popsy Pop)
- 1971: Das späte Mädchen (La vieille fille)
- 1972: Der diskrete Charme der Bourgeoisie (Le charme discret de la bourgeoisie)
- 1972: Der Schocker (Traitement de choc)
- 1973: Die Löwin und ihr Jäger (Les granges brûlées)
- 1974: Haben Sie Interesse an der Sache? (Vous intéressez-vous à la chose)
- 1974: Das Gespenst der Freiheit (Le fantôme de la liberté)
- 1976: Nea – Ein Mädchen entdeckt die Liebe (Néa)
- 1976: Möwen mit weißen Schwingen (Une fille cousue de fil blanc)
- 1977: Die letzte Warnung (Armaguedon)
- 1977: Dieses obskure Objekt der Begierde (Cet obscur objet du désir)
- 1977: Das Strandhotel (L’hôtel de la plage)
- 1978: Die Hunde (Les chiens)
- 1979: Die Sekte (Brigade Mondaine: La secte de Marrakech)
- 1979: Tous vedettes
- 1980: Die Superhexe der Liebesinsel (Brigade mondaine: Vaudou aux Caraïbes)
- 1982: Brainwash – Ein Mann in Bestform (Paradis pour tous)
- 1982: Ein pikantes Geschenk (Le cadeau)
- 1983: Emmanuelle 4 (Emmanuelle IV)
- 1984: Frankenstein 90
- 1985: Her mit den Jungs (À nous les garçons)
- 1985: Max mon amour Max mon amour
- 1986: Scheidung auf französisch (Club de rencontres)
- 1988: Mord-Skizzen (En toute innocence)
- 1988: Juillet en septembre
- 1989: Manika, une vie plus tard
- 1990: Connemara
- 1990: Zum Teufel mit Paris (Le provincial)
- 1991: La pagaille
- 1992: Wer ist jetzt der Boß (Sup de fric)
- 1995: La nouvelle tribu – Fernsehmehrteiler
- 1997: Les couleurs du diable
- 1998: Tödliches Paradies (La guerre de l’eau) – Fernsehfilm
- 2000: Les insaisissables